# الصناعة في إيران
.

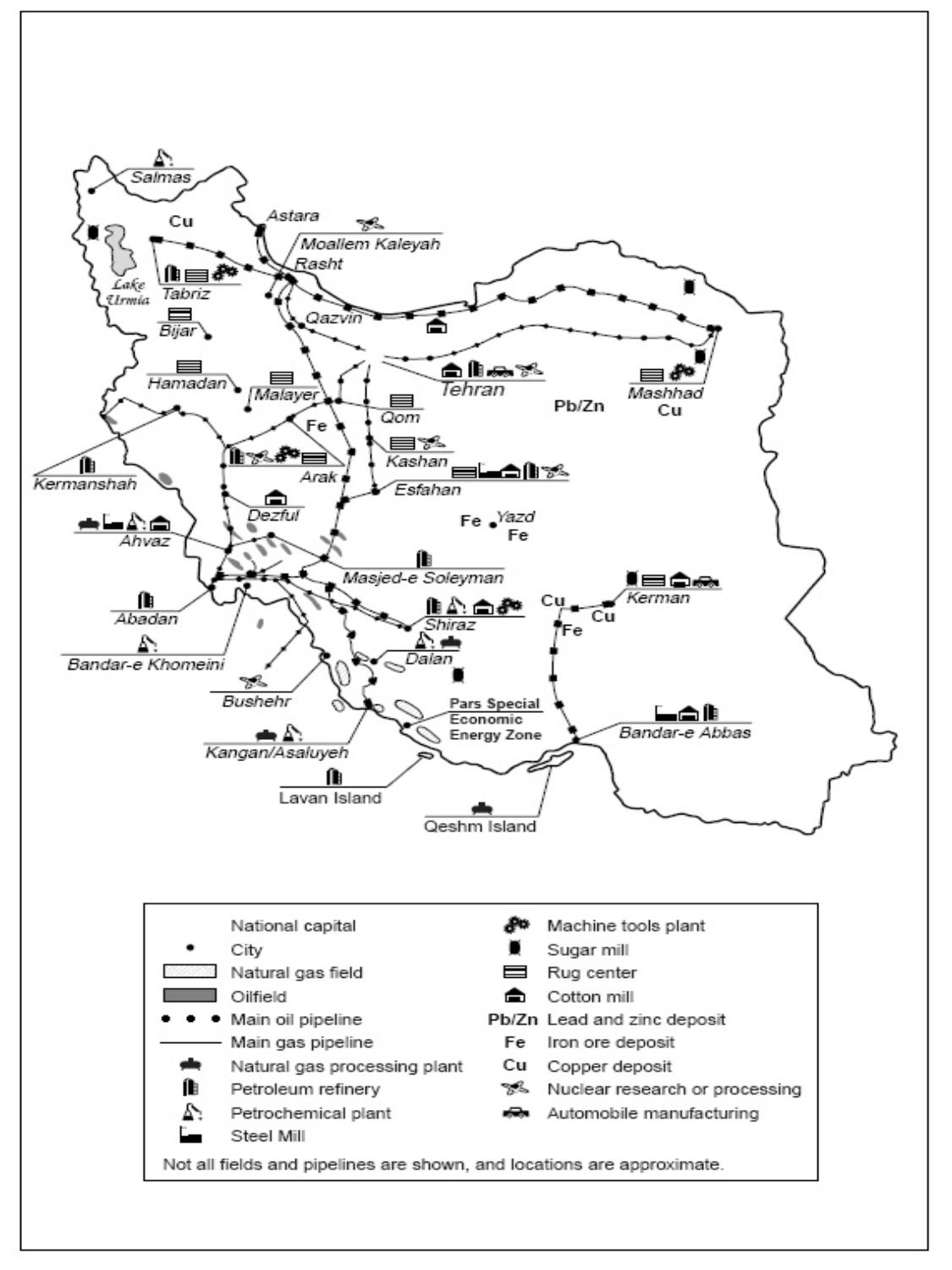
تمتلك إيران قاعدة صناعية واسعة ومتنوعة. في عام 1998، صنفت الأمم المتحدة اقتصاد إيران على أنه شبه متطور

الصناعة في إيران، وفقًا لتقرير صادر عن مجلة ذي إيكونوميست، احتلت إيران المرتبة 39 من حيث إنتاج 23 مليار دولار من المنتجات الصناعية في عام 2008. من عام 2008 إلى عام 2009، قفزت إيران إلى المرتبة 28 من المركز 69 في معدل نمو الإنتاج الصناعي السنوي.
تخطط الحكومة الإيرانية لإنشاء 50-60 منطقة صناعية بحلول نهاية الخطة الخمسية الخامسة للتنمية الاجتماعية والاقتصادية بحلول عام 2015. حصل مقاولون إيرانيون على العديد من عقود المناقصات الأجنبية في مجالات مختلفة لبناء السدود والجسور والطرق، والمباني والسكك الحديدية، وتوليد الطاقة، والغاز، وصناعات، والنفط، والبتروكيماويات. اعتبارًا من عام 2011، تقوم حوالي 66 شركة صناعية إيرانية بتنفيذ مشاريع في 27 دولة. صدرت إيران ما يزيد عن 20 مليار دولار من الخدمات التقنية والهندسية خلال الفترة 2001-2011. إن توافر المواد الخام المحلية، والاحتياطيات المعدنية الغنية، والقوى العاملة من ذوي الخبرة لعبت جميعها بشكل جماعي دورًا حاسمًا في الفوز بالعروض الدولية.

مؤشر التعقيد الاقتصادي لإيران (1964-2014).

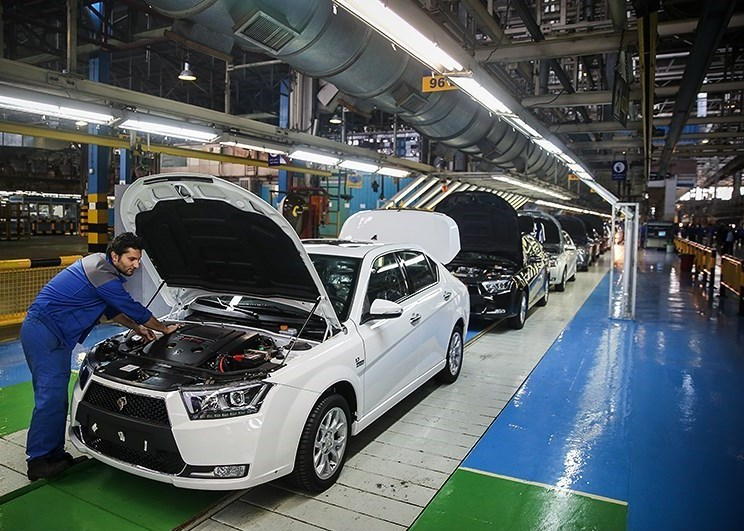
إيران خودرو هي أكبر شركة تصنيع سيارات في الشرق الأوسط. أقامت مشاريع مشتركة مع شركاء أجانب في 4 قارات.

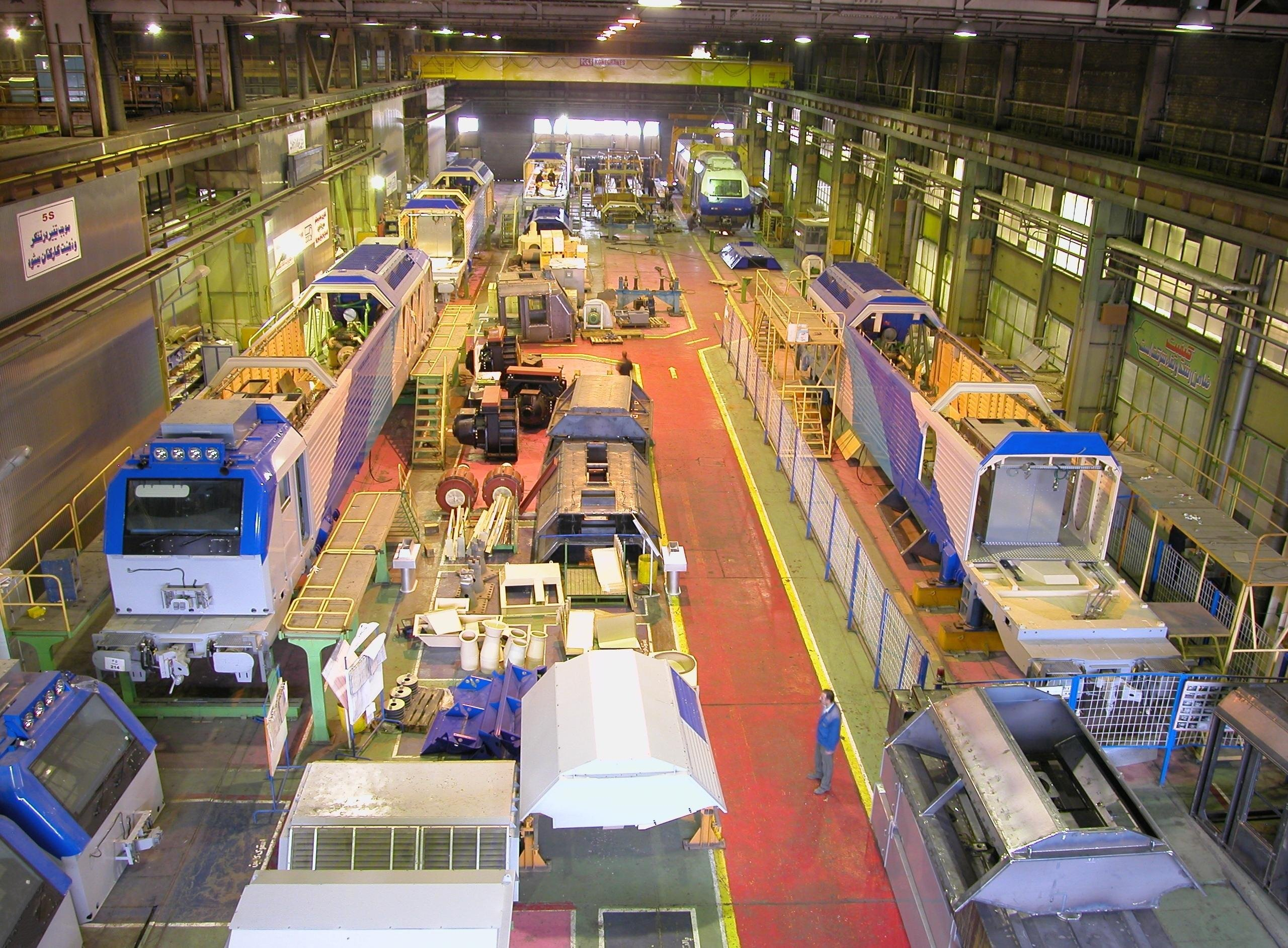
خط إنتاج قاطرة لشركة واجون بارس

## العلامات التجارية
وفقًا لدراسة بحثية، صناعات الإلكترونيات الإيرانية، بنك صادرات إيران، حمرة أفال، إيران خودرو ، ساناتيران، واغون بارس، سنايران، ماشين سازي أراك (MSA)، زار ماكرون، إدارة الشؤون الاقتصادية والاجتماعية، بارس خودرو، هيبكو، حديد ألبروز، شركة الألمنيوم الإيرانية، يك أه يك، أزارأب للصناعات، جولبافت، نافارد لصناعة الألمنيوم، تكدانه، دارو بخش، البان كاليه، بهروز، ديلبازير، شركة التصنيع الإيرانية، سبهير ألكتريك، أرجان، خوشخاب، نوفين زاعفران، هافيلوكس، سلسلة مطاعم بوف، تلفانج ومجموعة جولرانج الصناعية هم أفضل العلامات التجارية في البلاد. همشهري ودنياي اقتصاد الصحف وموفافاقيات مجلة اختيرت كأفضل الصحافة.

## صناعة السيارات

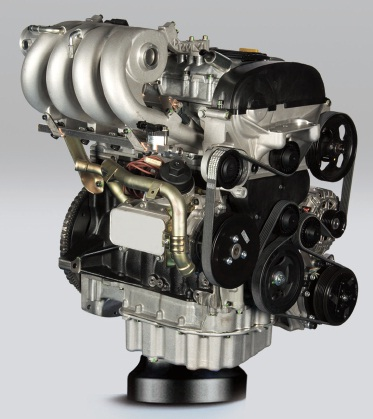
EF7 محركات إيرانية الصنع.

صناعة السيارات الإيرانية هي ثاني أكثر صناعة نشطة في البلاد بعد صناعة النفط والغاز. تجاوز إنتاج إيران من السيارات علامة المليون في عام 2005. إيران خودرو هي أكبر شركة تصنيع سيارات في الشرق الأوسط. أقامت مشاريع مشتركة مع شركاء أجانب في 4 قارات. إيران هي ثاني أكبر صانع سيارات في العالم.

## صناعة الدفاع
خطت صناعة الدفاع الإيرانية خطوات كبيرة في السنوات الـ 25 الماضية، وهي تصنع العديد من أنواع الأسلحة والمعدات، بما في ذلك الدبابات الخاصة وناقلات الجنود المدرعة والصواريخ الموجهة وأنظمة الرادار ومدمرة الصواريخ الموجهة والسفن العسكرية والغواصات وطائرة مقاتلة. وفقًا للمسؤولين الإيرانيين، باعت البلاد معدات عسكرية بقيمة 100 مليون دولار في عام 2003، بما في ذلك أعضاء الناتو، وحتى عام 2006 كانت قد صدرت أسلحة إلى 57 دولة.

## صناعة البناء والتشييد

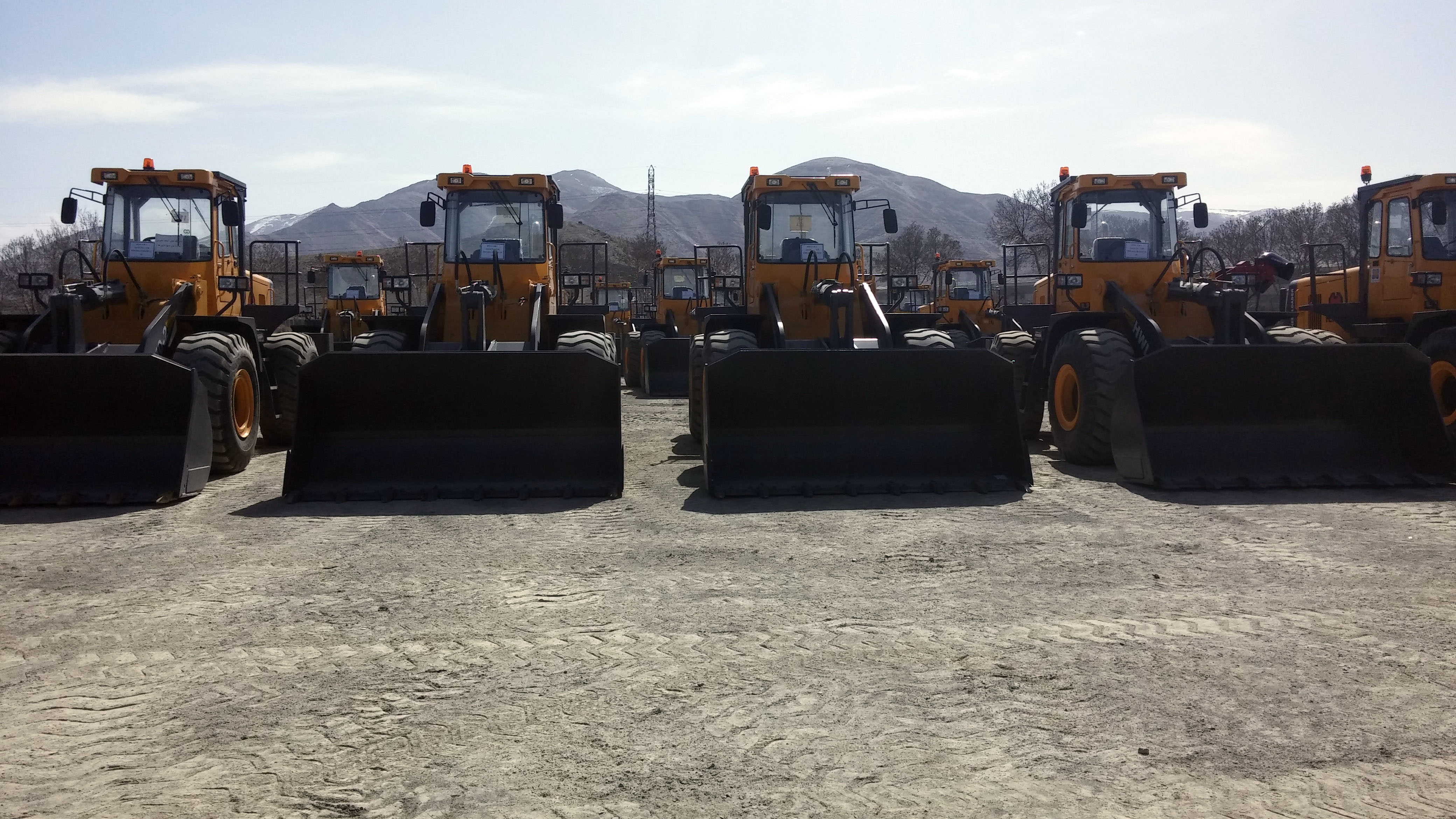
جرافة ذات عجلات HEPCO

## التعدين والمعادن
إيران هي واحدة من أهم منتجي المعادن في العالم، مصنفة من بين 15 دولة غنية بالمعادن. تمتلك البلاد 68 نوعًا من المعادن، بما في ذلك الكروم، والرصاص، والزنك ، والنحاس، والفحم، والذهب، والقصدير، والحديد.

## صناعة المنسوجات والملابس

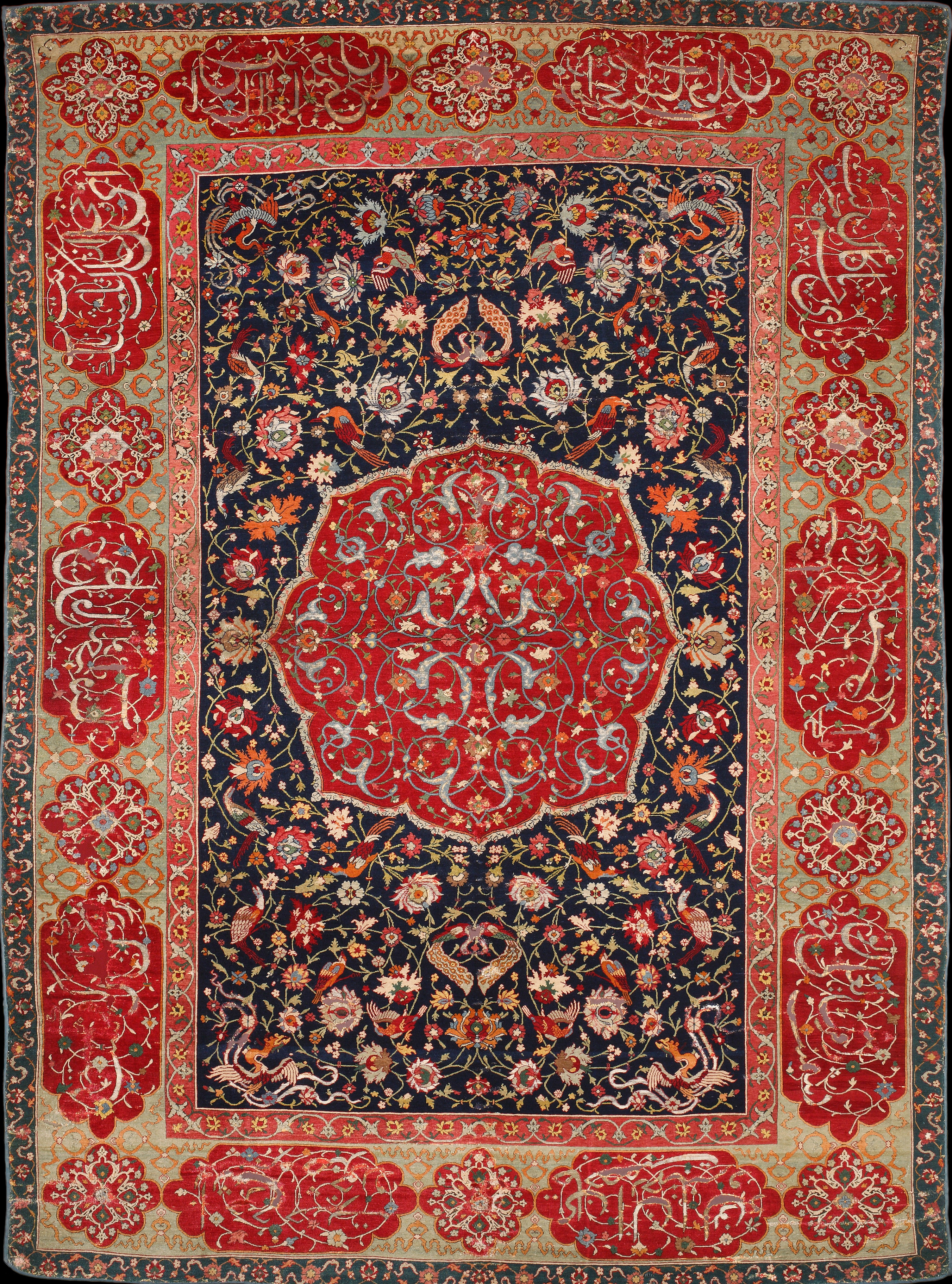
ما يسمى السجاد التمليح والصوف والحرير والخيوط المعدنية. حوالي 1600.

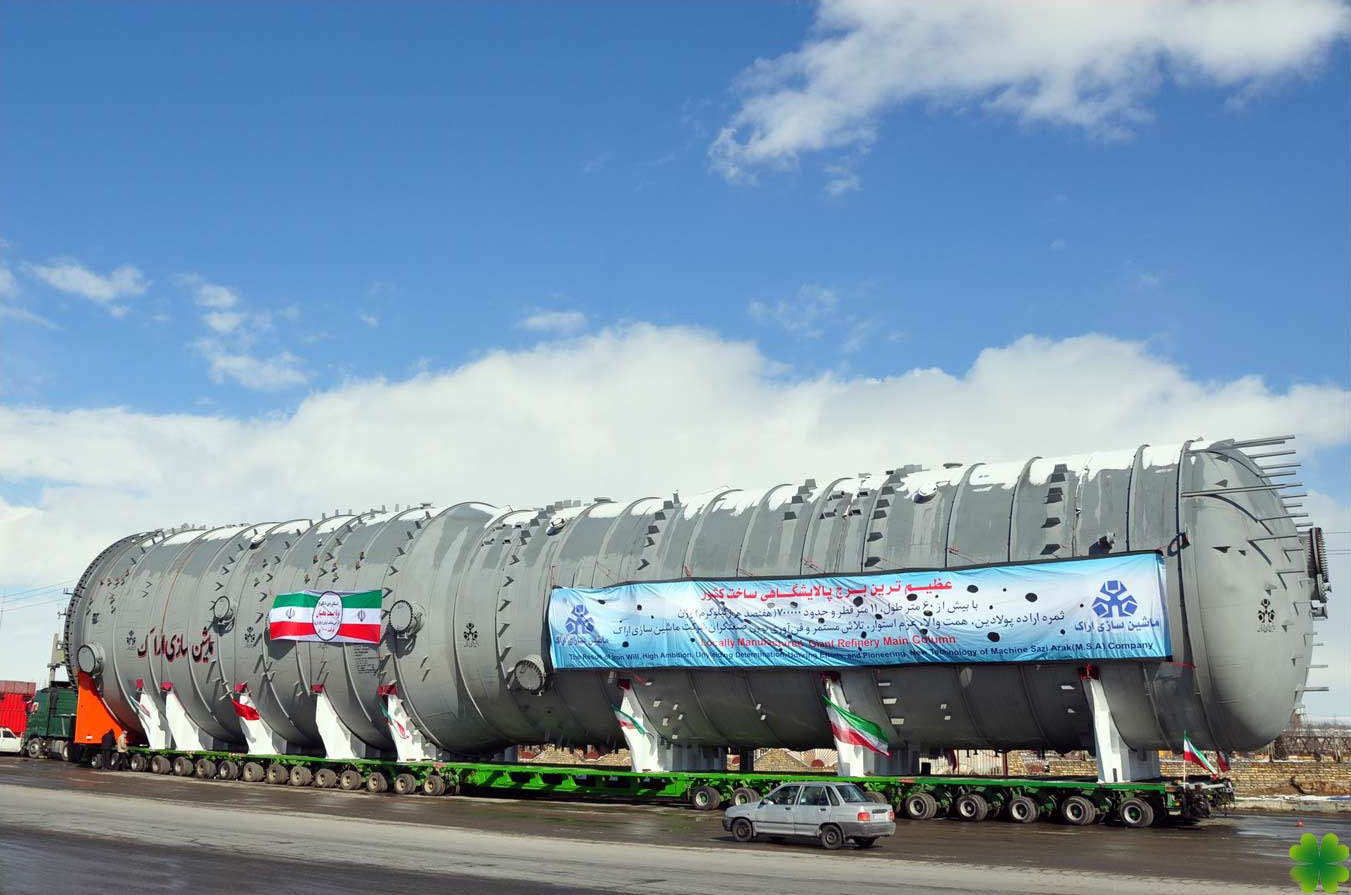
عمود تجزئة عملاق تم تصنيعه بواسطة آلة Sazi Arak

## روابط خارجية
- وزارة الصناعة والمناجم والتجارة - إيران
- قائمة الحدائق الصناعية بالقرب من طهران
- المراجعة السنوية من قبل البنك المركزي الإيراني ، بما في ذلك بيانات / إحصاءات اقتصادية كلية وقطاعية محددة عن الصناعة.
- منظمة الصناعات الصغيرة والمجمعات الصناعية الإيرانية (ISIPO)
- مجمعات التكنولوجيا في إيران  –  منظمة الأمم المتحدة للتنمية الصناعية (اليونيدو)
- قاعدة بيانات إيران الصناعية
- قائمة جمعيات الصناعة الإيرانية
- إحصاءات الإنتاج الصناعي الإيراني  –  اليونيدو
- المزايا النسبية للصادرات المحتملة للصناعة والمناجم  –  منظمة تشجيع التجارة الإيرانية

أشرطة فيديو
- الشركات الصغيرة والمتوسطة في إيران ( PressTV 2016)